# 同心圓模式

五圓環的同心圓模式

同心圓模式（英語：Concentric zone model），又稱為伯吉斯模式（Burgess model），是第一個用於解釋社會階層於城市內的分布的模型。此模式於1924年由社會學家歐尼斯特·伯吉斯基於芝加哥的情況而創建。
同心圓模式描繪城市土地利用空間結構形式為五個同心環狀地帶，核心為中心商業區，其餘土地利用從商業中心區由內向外擴張。此模式影響了後來對城市土地利用分布的研究，包括霍伊特模式（Hoyt model）及哈里斯-烏爾曼模式（Harris and Ullman model）。

## 假設

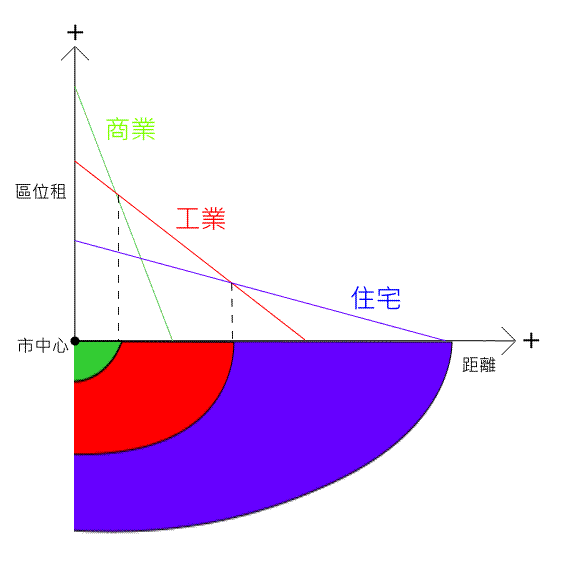
出價地租曲線

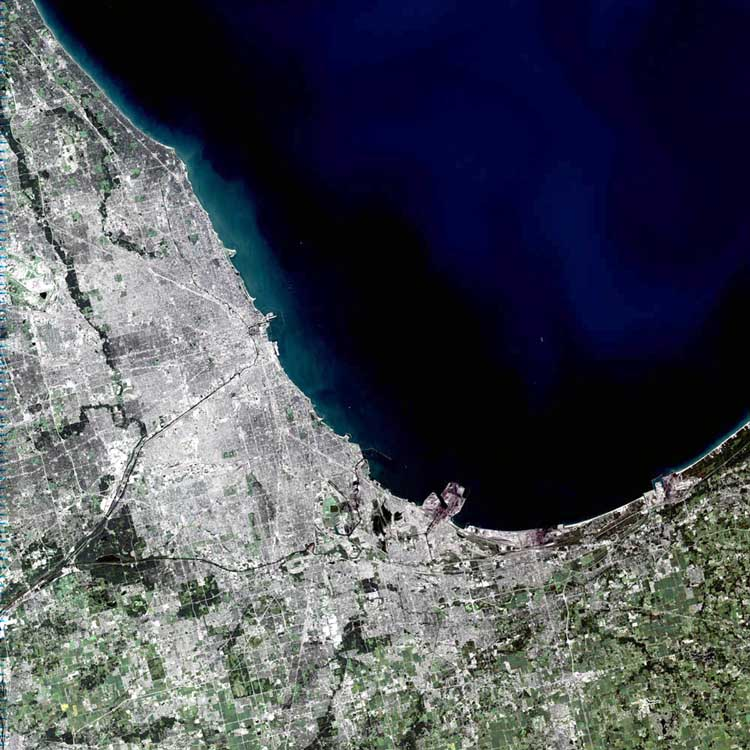
芝加哥地區的衛星圖像

伯吉斯以1920年代的美國芝加哥作為研究對象，其中心商業區（CBD）位在都市中央鄰近密西根湖畔，白天為繁盛的商業區，夜晚人潮散去，中心商業區幾乎沒有居民。商業區外是住宅區，先是貧民、少數民族聚集的舊區，其後是高級住宅區，沿著北邊的湖畔成圓環狀分布，遠離工業區。芝加哥的市郊已經有市郊化出現，城市外圍環繞著廣大的通勤帶，每天大量人口進入中心商業區。通過芝加哥的研究，而推論出城市土地利用分布的形成。
伯吉斯基於一系列的假設而描繪出同心圓模式，他假設土地利用乃由生態過程引致，包括競爭、優勢、侵入和演替。通過出價地租機制（Bid-rent mechanism），地價由市中心向外下降，由於市中心的易達性高，能產生最高的利潤，因此土地的競爭最劇烈，是最高地價所在。而越遠離市中心，運輸成本越高，土地使用利潤越低，地價較低，出價地租曲線描述距離和地租兩者之間的增減關係，此曲線顯示了隨距遞減效應（Distance-decay effect），從中心商業區開始，呈現地租隨距離遞減的現象。
- 伯吉斯假設有起伏一致的地形，沒有任何地區因有地形差異而較有吸引力。
- 在均質的地面上，所有方向的運輸同樣容易，因此形成同心圓環狀的城市擴展。
- 市中心的出租者競爭最劇烈，是最高地價所在，地價由市中心向外下降，由於不同土地用途有不同的付租能力，因而形成同心圓環狀的結構。

## 圓環帶分布

同心圓模式
通勤帶（Commuter zone）
住宅區（Residential zone）
工人住宅區（Working class zone）
過渡地帶（Zone of transition）
工廠區（Factory zone）
中央商务区（CBD）

一般城市土地利用空間結構模式可劃分為五個圓環帶：
1. 中心商業區（CBD）
2. 過渡地帶（Zone of transition）：過渡帶混合了商業及住宅土地利用
3. 工人住宅區（Working-class residential zone）
4. 中產階級住宅區（Middle-class residential zone）
5. 通勤帶（Commuter zone）

亦可如右圖所示劃分成六個圓環帶，但通常以五個圓環帶較為普遍。
1. 中心商業區（CBD）
2. 工廠區（Factory zone）
3. 過渡地帶（Zone of transition）
4. 工人住宅區（Working class zone）
5. 住宅區（Residential zone）
6. 通勤帶（Commuter zone）

## 評析
- 它假設一個均質平原，一個氣候、土壤、地勢等一致的地形區，在現實中是不可能的。實際上，土地可能局限某些行業的發展。
- 沒有研究垂直方向的土地利用，只研究地表面的。
- 各個圓環帶之間界線分明，但現實中可能沒有明確的界線。
- 都市更新、都市再生或士紳化，可能令模式中的「低階層住宅區」出現高級住宅。
- 它沒有指出政治因素和全球化的影響力。

## 外部連結
- Concentric Zone model shown at the University of North Carolina at Charlotte